# Junkers T 23
Junkers T 23 – niemiecki samolot szkoleniowy firmy Junkers, wytwarzany w latach 1923–1924.

## Historia
Zbudowano cztery sztuki T 23, w tym wersje jednopłatowe (o symbolu E) i dwupłatowe (o symbolu D). W odróżnieniu od innych modeli Junkersa wyposażano go w silnik rotacyjny Gnôme-Rhône początkowo o mocy 80 KM, a potem 120 KM.